# NGC 5270
NGC 5270 este o galaxie spirală situată în constelația Fecioara. A fost descoperită în 7 aprilie 1828 de către John Herschel.